# Dertigjarige Oorlog
De Dertigjarige Oorlog (1618–1648) was een grootschalig conflict waar de meeste Europese mogendheden bij betrokken waren. De hoofdoorzaken waren de spanningen tussen katholieke en protestantse staten, maar voor Frankrijk speelden ook geostrategische motieven een belangrijke rol.
De oorlog woedde voornamelijk in het Heilige Roomse Rijk, de Spaanse Nederlanden, Noord-Spanje en Noord-Italië met gevechten in Afrika en het Amerikaanse continent. Ook waren er zeeslagen op de Middellandse Zee en in de Golf van Biskaje. Wegens de sterke geografische spreiding van de grootschalige vijandelijkheden kan men spreken van het eerste langdurige wereldomspannende conflict of een wereldoorlog.
Het conflict begon toen de katholieke staten Spanje en Oostenrijk de protestantse staten in het noorden van het Heilige Roomse Rijk veroverden (Boheems-Paltse en Noord-Duitse/Deense fase). Zweden maakte dit ongedaan (Zweedse fase). Frankrijk greep actief in (Franse fase) om Spanje en Oostenrijk te verzwakken, wat ruimschoots lukte (Spaanse en eindfase). De Vrede van Westfalen maakte een einde aan de oorlog.

## Aanloop (1604-1618)

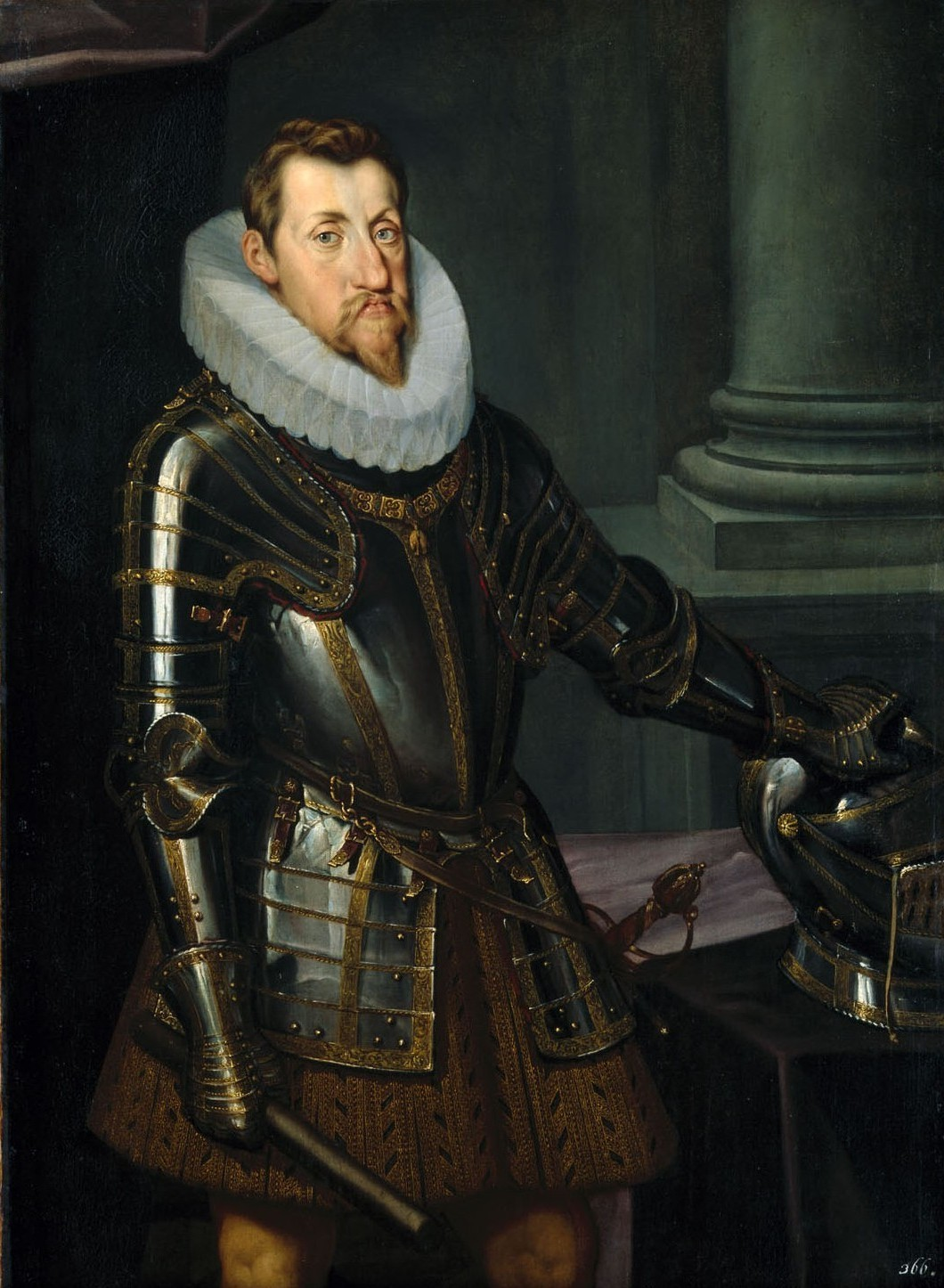
Keizer Ferdinand II, onder wiens bewind de dertigjarige oorlog zich afspeelde.

Aan de basis lagen de gevolgen van de Contrareformatie en het compromis bereikt in de Godsdienstvrede van Augsburg (1555). Men ging uit van het principe cuius regio, eius religio (wiens gebied, diens religie; de regionale politieke heerser bepaalde de godsdienst). De keizers Rudolf en Matthias bestreden het islamitische Ottomaanse Rijk en waren voor religieuze tolerantie tussen de christenen, onder invloed van kardinaal Melchior Khlesl.
De Vijftienjarige Oorlog tussen het Habsburgse rijk en het Ottomaanse Rijk over Transsylvanië, veroorzaakt door het wanbeheer van gouverneur Giorgio Basta, leidde tot een opstand van de protestantse Transsylvaanse elite onder leiding van István Bocskai. Keizer Rudolf reageerde door de hussieten in Bohemen en in Silezië voor zich te winnen met meer godsdienstvrijheid (juli–augustus 1609). Uiteindelijk zette Matthias zijn broer keizer Rudolf in Bohemen en ook in Silezië af (maart 1611) en werd hij na diens dood verkozen tot nieuwe keizer van het Heilige Roomse Rijk (juni 1612).
Maar ook in Duitsland namen de godsdienstige spanningen toe. Het calvinistische Paltsgraafschap aan de Rijn stichtte met de lutheranen uit Noord-Duitsland een Protestantse Unie (mei 1608). Als reactie verenigde Beieren de katholieke vorsten van vooral Zuid-Duitsland in een Katholieke Liga (juli 1609).
Ondertussen bestreed aartshertog Ferdinand de lutheranen in Oostenrijk te vuur en te zwaard. Toen hij acht jaar later ook de hussieten in Bohemen hun godsdienstvrijheid wilde ontnemen (1617), die ze nog niet zo lang geleden hadden verkregen, barstte de Dertigjarige Oorlog los (mei 1618). De verkiezing van Ferdinand na Matthias' dood (maart 1619) tot keizer Ferdinand II maakte van hem in deze oorlog de onbetwiste leider van het katholieke kamp.
'Het was een oorlog waarin velen van de belangrijkste katholieke mededingers - Ferdinand van Bohemen en de katholieke generaals Wallenstein en Tilly - bij de jezuïeten waren opgeleid, en tijdens het hele conflict kwamen de jezuïeten regelmatig met uitgesproken oorlogszuchtige adviezen op de proppen.'

## Overzicht van de strijdende partijen

|  | Anti-Habsburg direct   |  | Pro-Habsburg direct   |
|  | Anti-Habsburg indirect |  | Pro-Habsburg indirect |

## Boheems-Paltse fase (1618-1622)

### Ferdinand II herovert Bohemen

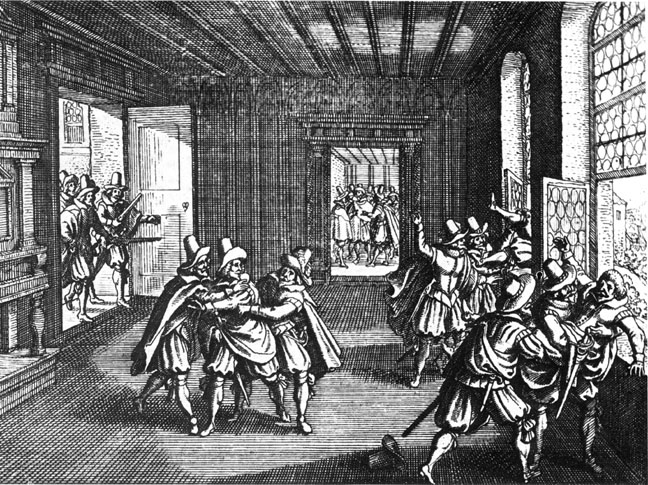
De Tweede Praagse Defenestratie, het startschot voor de oorlog

Johan t'Serclaes van Tilly helpt de keizer vanuit Beieren en wint de Slag op de Witte Berg (1620), de Slag bij Bad Wimpfen (1622) en de Slag bij Stadtlohn (1623)

##### 1617–1618

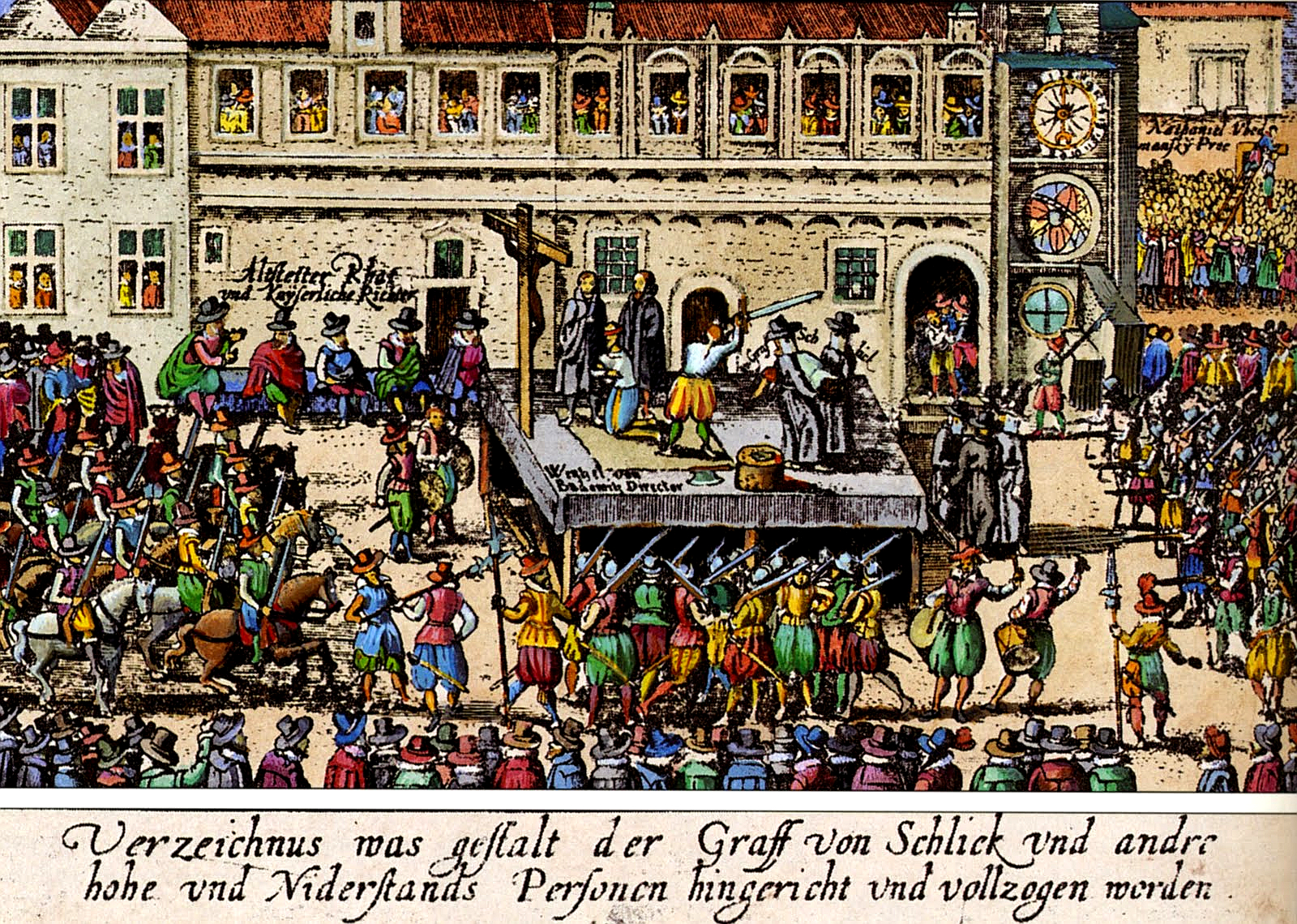
Praag, 21 juni 1621: de terechtstelling van hussitische edelen leidt tot het einde van het hussitisme en het begin van culturele assimilatie voor de Tsjechen

Toen de zeer katholieke Ferdinand in juni 1617 werd gekozen tot koning van het hussitische Bohemen, gooiden de hussieten in het kasteel te Praag twee van zijn vertegenwoordigers in mei 1618 uit het raam. Deze zogenaamde Tweede Praagse Defenestratie was de casus belli, het startschot van de Dertigjarige Oorlog. De hussieten vielen aan en overwonnen de keizerlijke troepen bij Pilsen en bij Lomnice nad Lužnicí (september en november 1618).

##### 1619
Boheemse troepen trokken in 1619 tweemaal op naar Wenen, zonder tot een echte belegering te kunnen komen, maar boekten in augustus elders successen. De staten van Bohemen riepen in november de calvinistische Paltsgraaf Frederik V uit tot koning.
In oktober viel Gabriël Bethlen, de calvinistische vorst van Transsylvanië, Habsburgs Slowakije binnen en veroverde Bratislava, maar Ferdinand II verbond zich in dezelfde maand met Beieren en het lutherse Saksen. In november moest Bethlen zijn positie voor Wenen opgeven toen hij in Slowakije werd aangevallen door Polen-Litouwen, dat de katholieke keizer te hulp schoot.

##### 1620–1621
Door de benoeming van de keurvorst van de Palts tot koning van Bohemen had de strijd een bovenregionaal karakter gekregen. Zo vielen legereenheden van het Spaanse Rijk de Palts binnen. De Beierse generaal Johan t'Serclaes van Tilly kon de Boheemse hussieten verpletterend verslaan in de Slag op de Witte Berg (november 1620). Deze slag was beslissend. De Tsjechen en het hussitisme verdwenen voor 300 jaar uit de geschiedenis: keizer Ferdinand II verjoeg de hussitische predikers, herverdeelde 50% van het grootgrondbezit aan buitenlanders en verplaatste de Boheemse kanselarij naar Wenen. Van de 3 miljoen Bohemers weken er 2,2 miljoen uit. Het was niet alleen een godsdienstige, maar ook een etnische zuivering. De ontvolking en de grote instroom van etnische Duitsers drukte een stempel op de geschiedenis van de Tsjechische landen, zelfs tot in de Tweede Wereldoorlog toe. Hitler rechtvaardigde er zijn Heim ins Reich-politiek mee.
Frederik V nam de wijk naar zijn thuisbasis, de Palts. En Ferdinand II kon in mei 1621 Bratislava heroveren op Bethlen, waarop deze vrede moest sluiten (december 1621). Ferdinand II kreeg zo zijn Oostenrijks-Boheemse thuislanden terug en had de handen vrij voor andere zaken.

### De Republiek steunt de Palts, Bohemen en de protestantse Unie
Koning Jacobus I van Engeland had zijn schoonzoon Frederik van de Palts afgeraden het koningschap van Bohemen te aanvaarden. Maar zijn neef Maurits van Oranje, de stadhouder van de Republiek, had hem hiertoe aangemoedigd, omdat die wist dat deze calvinist op de Boheemse troon onaanvaardbaar zou zijn voor de Habsburgers. Hij wilde de Spaanse Habsburgers, die de Oostenrijkse Habsburgers steunden, een extra probleem geven voor het geval dat het Twaalfjarig Bestand niet zou worden verlengd. Maurits bood zowel Frederik als de Noord-Duitsers, de protestantse Unie, militaire en financiële steun. Tijdens de Slag op de Witte Berg was zeker een achtste van de troepen Nederlands of betaald door de Nederlandse Republiek.

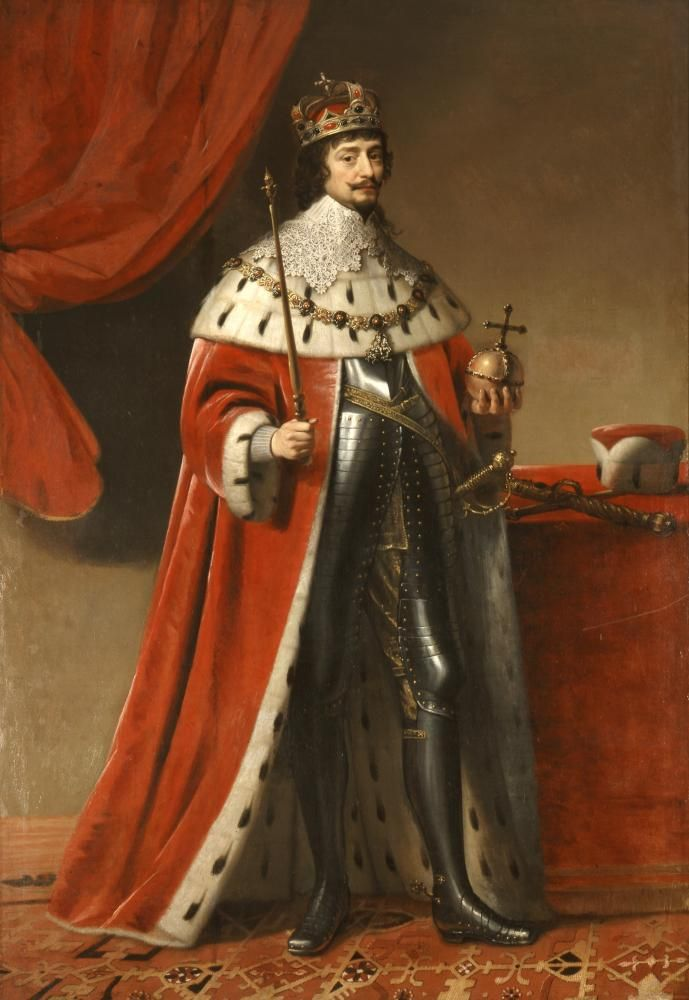
De calvinistische keurvorst Frederik V van de Palts, koning van Bohemen (1619-1623)

### Spanje valt de Republiek aan en verovert de Palts
In de Nederlanden liep het Twaalfjarig Bestand af in 1621; aartshertog Albrecht van Oostenrijk, landvoogd van de Zuidelijke Nederlanden, stierf in juli van datzelfde jaar. Spanje heropende de vijandelijkheden op de Republiek met een verrassingsaanval op een Staatse vloot bij Kaap Sint-Vincent aan de zuidkust van Zuid-Portugal.
Spanje had in juli 1620 al de Valtellina-bergpas en het Zwitserse Graubünden veroverd, als verbinding tussen het eigen hertogdom Milaan/Lombardije en het Oostenrijkse Innsbruck. Spanje beheerste de westelijke Middellandse Zee, Sardinië, het koninkrijk Sicilië en Zuid-Italië (koninkrijk Napels), alsook Milaan en Lombardije en indirect de rest van Noord-Italië. Bovendien hield het de Pauselijke Staat in Midden-Italië tussen Zuid- en Noord-Italië omsingeld.
Spanje bevocht de Republiek ook vanuit de Zuidelijke Nederlanden, maar kon dat gebied niet over zee bereiken. De Republiek blokkeerde de Vlaamse kust en Spanjes zeemacht was te zwak om dat te verhelpen. Maar Spaanse troepen uit Italië konden nu via de Valtellina-bergpas, Oostenrijk en het Duitse Rijk de Zuidelijke Nederlanden te voet bereiken. Katholiek Spanje en Oostenrijk stelden zo hun verbindingen zeker. Dat dit nodig bleek, gaf aan hoe zwak Spanje was bij het begin van de oorlog. Dat belette niet dat toen de vredelievende Filips III van Spanje in maart 1621 stierf, zijn opvolger Filips IV onmiddellijk inzette op oorlog.
Ferdinand II kon zo in Duitsland alles op alles zetten en de hulp van Spanje inroepen. Spanje liep in september 1620 vanuit de Zuidelijke Nederlanden de Palts van Frederik V onder de voet, nog voor Ferdinand II met hem afrekende in Bohemen (november 1620). De Palts strekte zich toen uit van Mainz over Worms naar Spiers aan beide zijde van de Midden-Rijn, met als voornaamste steden Mannheim en Heidelberg. De enige calvinistische staat naast Hessen-Kassel van Duitsland werd opgedoekt. De lutheranen hielpen die calvinistische staat niet en vervulden hun verplichtingen binnen de protestantse Unie niet. De calvinistische Nederlanders werden daardoor erg terughoudend om de Noord-Duitse lutheranen nog te helpen.
Na hun overwinningen op de Witte Berg en op Bethlen snelde nu ook Tilly met het keizerlijke leger toe. Ditmaal reageerden de lutheranen wél en hielden Tilly tegen in Wiesloch (april 1622) onder Heidelberg. Maar Tilly vond aansluiting bij een Spaans leger uit de Zuidelijke Nederlanden, en versloeg de lutheranen bij Bad Wimpfen, ten oosten van Heidelberg (mei 1622). En noordelijker, in Frankfort, belette Tilly de lutheranen om de Main over te steken (juni 1622). Frederik V moest de Palts opgeven (juli 1622). Hij vluchtte naar de Republiek, waar hij bekend werd als de Winterkoning, omdat hij slechts een winter lang over Bohemen had geregeerd. De Palts werd door Ferdinand II aan Beieren overgedragen.
De lutheranen vielen nu ook de Zuidelijke Nederlanden binnen, om de Republiek te steunen, maar toegesnelde Spaanse troepen weerden hen af bij Charleroi (augustus 1622). Desalniettemin moest Spinola in de Republiek omwille van deze lutheranen in oktober 1622 het Beleg van Bergen op Zoom opbreken. Spanje en de keizer moesten vervolgens de lutheranen in hun Noord-Duitse thuislanden bestrijden.

## Noord-Duitse/Deense fase (1622-1630)

### Ferdinand II, campagne in Noord-Duitsland

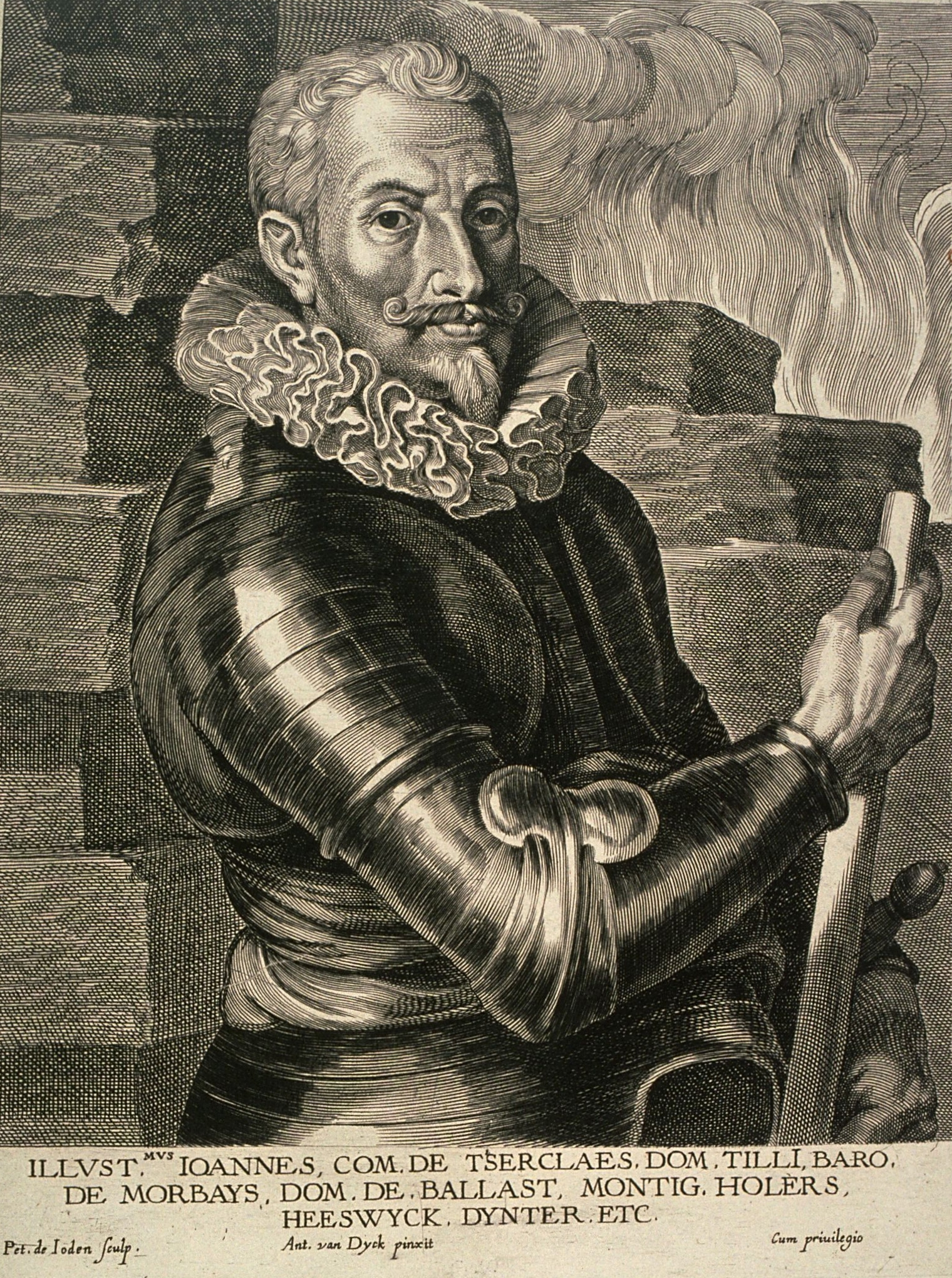
Johan t'Serclaes van Tilly, Zuid-Nederlands veldheer van keizer Ferdinand II

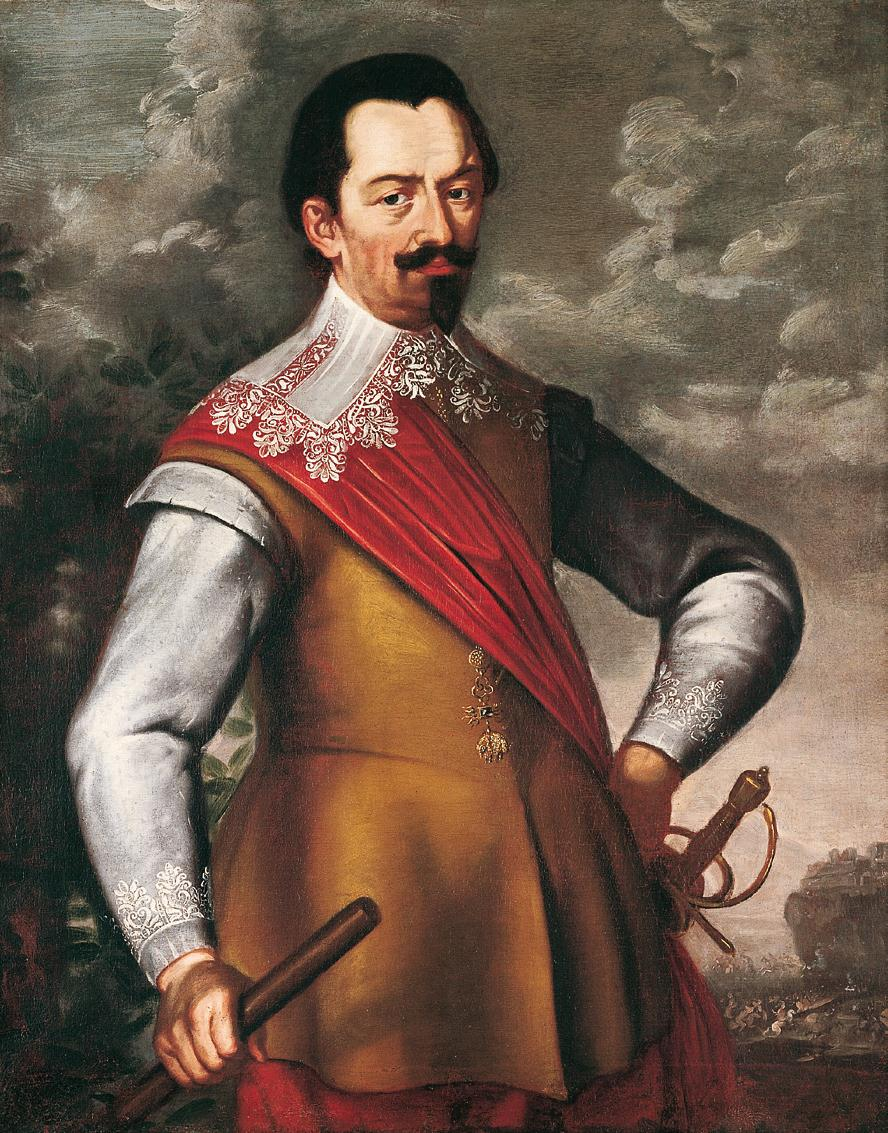
Albrecht von Wallenstein, Tsjechisch veldheer van keizer Ferdinand II

In de Palts verloren de lutheranen in 1622 nog Heidelberg en Mannheim (september resp. november 1622). Spaanse en keizerlijke troepen achtervolgden hen tot in Noord-Duitsland. Hertog Christiaan van Brunswijk-Wolfenbüttel kreeg geen steun van de andere lutheranen; hun staatjes waren klein. Van de twee grotere lutherse staten was de mark Brandenburg neutraal en het keurvorstendom Saksen (1596-1633)| zelfs keizersgezind. Tilly versloeg de hertog van Brunswijk te Stadtlohn, aan de grens met de Republiek, ter hoogte van Münster (augustus 1623).
Vervolgens viel de campagne even stil doordat Bethlen Gábor van Transsylvanië na een eerste poging in 1620 opnieuw Habsburgs Slowakije veroverde en Ferdinand II hem opnieuw moest terugdrijven (1623-mei 1624). Spanje maakte van deze adempauze gebruik om in de Zuidelijke Nederlanden de Republiek aan te vallen en na een lang beleg Breda in te nemen (augustus 1624-juni 1625). En op zee sloeg Spanje nog een tegenaanval van koninkrijk Engeland en de Republiek af bij Cádiz (november 1625).
Na afwikkeling van de tweede Transsylvaanse tussenkomst werd de keizerlijke zegetocht in Noord-Duitsland opnieuw voortgezet. Omdat Beieren niet meer meedeed, had de keizer Wallenstein in dienst genomen. Beieren liet zich belonen voor de hulp. Op de Regensburger Deputatendag van 1623 kreeg de hertog voorlopig de keurvorstelijke waardigheid, die tot dan toe met het Paltsgraafschap aan de Rijn was verbonden.

### Ferdinand II, campagne in Denemarken

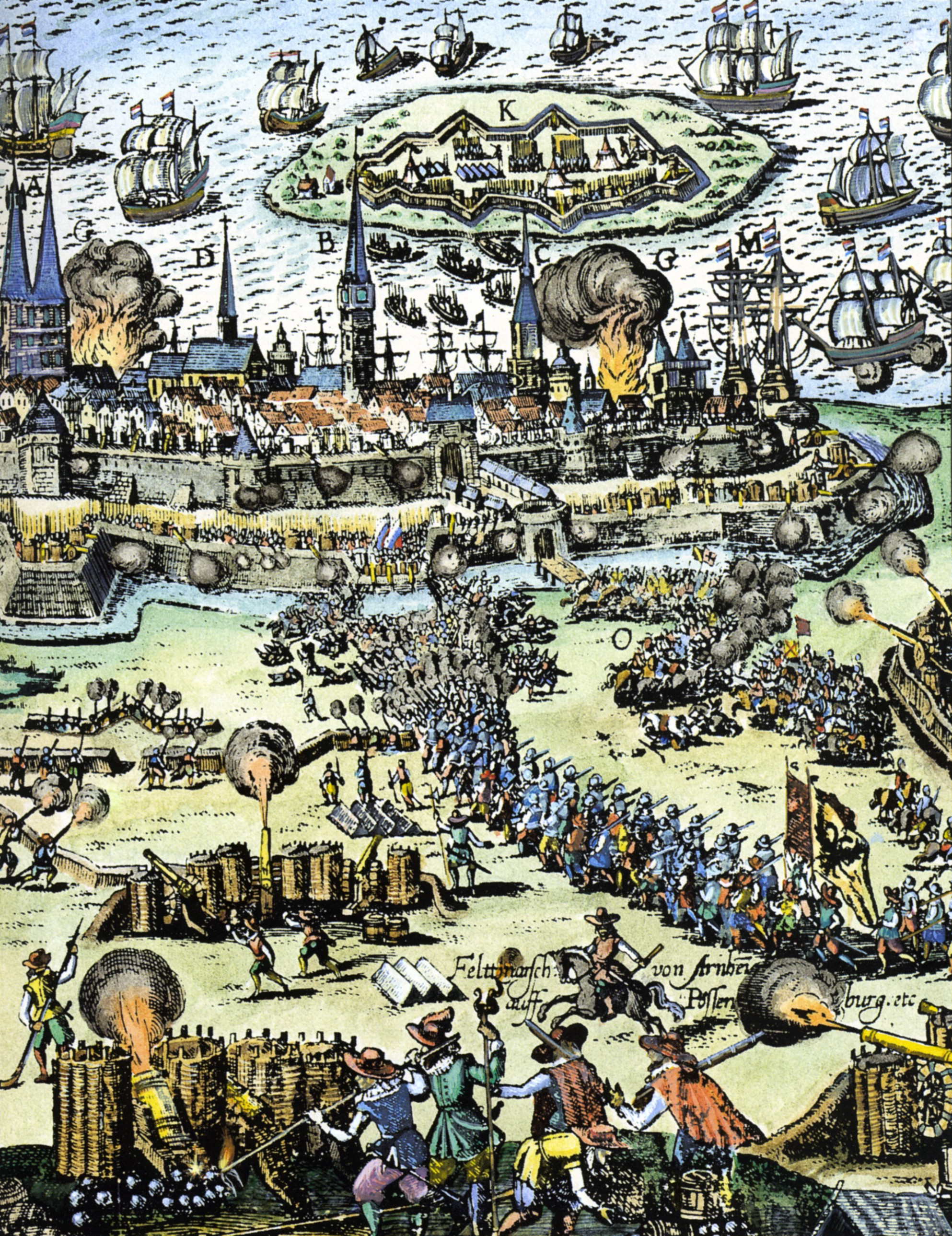
Wallenstein belegert tevergeefs Stralsund (mei-augustus 1628)

Wallenstein versloeg de lutheranen in de Slag bij Dessau ten noorden van Leipzig (april 1626). Toen luthers Denemarken de Noord-Duitse lutheranen te hulp snelde, versloeg Tilly hen bij Slag bij Lutter (augustus 1626), ten zuidwesten van Hannover en het hertogdom Brunswijk.
Toch viel alles weer stil omdat Bethlen Gábor voor de derde keer opmarcheerde in Habsburgs Slowakije, tot Wallenstein hem definitief kon terugslaan (1626-december 1626). In de zomer van 1627 keerde Wallenstein naar Noord-Duitsland terug terwijl de Denen er afdropen. Wallenstein bezette nu niet alleen Noord-Duitsland, het Deense hertogdom Holstein en het eveneens Deense hertogdom Sleeswijk aldaar, maar zelfs het Deense schiereiland Jutland.
De Denen vielen terug op de Deense eilanden met hun hoofdstad Kopenhagen. Bij gebrek aan een vloot kon Wallenstein hen daar niet bereiken. Wallenstein palmde vervolgens onder andere het hertogdom Pommeren in, maar liep vast voor de Pommerse Oostzeehaven Stralsund (het Beleg van Stralsund) in mei-augustus 1628. Want de Denen en de Zweden legerden daar garnizoenen die ze vanuit zee bevoorraadden. Vlakbij, in Wolgast, kon Wallenstein evenwel de gelande Denen toch terugslaan (september 1628). Uiteindelijk kregen de Denen toch zowel Holstein, Sleeswijk als Jutland terug toen ze met Wallenstein de Vrede van Lübeck (mei 1629) sloten. Alleen moesten ze zich voortaan van tussenkomsten in het Duitse Rijk onthouden.
Keizer Ferdinand II verplichtte de lutheranen in Noord-Duitsland middels zijn Restitutie-edict om de in de 16de eeuw genaaste bezittingen aan de katholieke Kerk terug te geven (maart 1629). De verwoestingen in Noord-Duitsland waren enorm. Vooral Wallenstein deed zijn troepen leven van het land. In heel Noord-Duitsland werd de reformatie teruggedraaid. De keizer had met Spaanse ondersteuning Bohemen, de Palts en vervolgens de kleine staten van Noord-Duitsland onder de voet gelopen.

## Anglo-Spaanse Oorlog (1625-1630)
De Republiek was in het Caribische gebied wel succesvol tegen de Spanjaarden, maar geraakte in de knel tussen de Spaanse Zuidelijke Nederlanden en keizerlijk Noord-Duitsland. Vandaar dat de Republiek in haar bondgenootschap met Frankrijk zover ging om met Richelieu in La Rochelle Franse calvinisten te onderdrukken.
De Republiek veroverde Groenlo (augustus 1627) aan de Duitse grens op de Spanjaarden en vervolgens ook het Brabantse 's-Hertogenbosch (september 1629). Het toonde aan hoe weinig Spanje zich nog bekommerde om de Zuidelijke Nederlanden.

## Zweeds-Franse coalitie (1630-1648)

### Zweedse fase (1630-1635)

#### Zweden slaat Ferdinand II terug in Noord-Duitsland

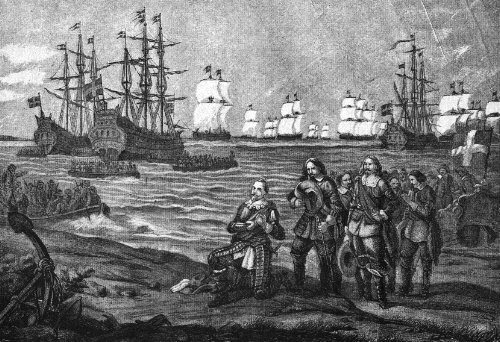
De Zweedse koning Gustaaf II Adolf landt te Wolgast bij Stralsund, Zweden betreedt de oorlog (juli 1630)

De opmars van keizer Ferdinand II in het lutherse noorden van het Duitse Rijk bedreigde de eveneens lutherse staten Denemarken en het Zweedse koninkrijk. Bovendien vond zelfs de door Beieren geleide Zuid-Duitse, Katholieke Liga dat de keizer, die absolutistisch heerste in zijn Oostenrijks-Boheemse thuisland, te sterk werd. De Katholieke Liga liet de keizer daarom Wallenstein ontslaan en de getalsterkte van zijn leger verminderen (juli-november 1630). Dat diens legers ook Duits katholiek gebied hadden geteisterd speelde tevens een rol. En juist op dat cruciale moment mengde Zweden zich in oorlog, met stevige financiële steun van Frankrijk, dat toen onder politieke leiding van Kardinaal de Richelieu stond. Frankrijk had al in januari 1630 een geheim verbond gesloten met de Nederlandse Republiek en Zweden.

Zweden landde bij Wolgast op de Duitse Oostzeekust (juli 1630), versloeg de keizerlijke troepen en kreeg vervolgens Pommeren in september 1630 volledig onder controle. 

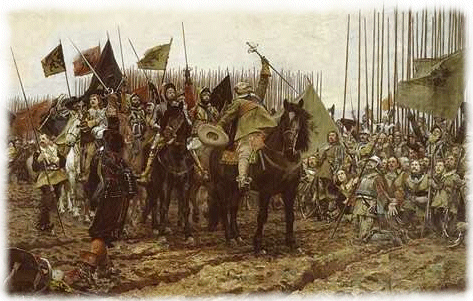
Gustaaf II Adolf overwint Tilly in de Slag bij Breitenfeld (17 september 1631), het keerpunt van de oorlog

 Zweden nam vervolgens Brandenburgs Frankfort aan de Oder en Landsberg aan de Warthe in (april 1631) en dwong zo de mark Brandenburg in het lutherse kamp. De stad Maagdenburg verbond zich ook met Zweden, waarop Tilly de stad belegerde (juli 1630-september 1631) en veroverde. Zijn leger slachtte na de verovering 25.000 van de 30.000 inwoners af en verwoestte de stad. In de volksmond ontstond naar aanleiding hiervan de term 'maagdenburgiseren'. Heel Saksen liet hierop de keizer in de steek en voegde zich eveneens bij het lutherse kamp. Zweden had daarmee de twee grootste Noord-Duitse lutherse staten aan zijn kant gekregen.
Tilly bleek te Werben aan de Elbe in juli 1631 nog steeds een geduchte tegenstander, maar Gustaaf II Adolf en de verenigde lutheranen brachten hem een verpletterende nederlaag toe in de Slag bij Breitenfeld nabij Leipzig (september 1631). De krijgskansen waren toen volledig gekeerd. Zweden en de lutheranen konden Tilly dwars door Duitsland achtervolgen tot in Zuid-Beieren, waar Gustaaf II hem overwon bij Rain aan de Lech. Tilly raakte daarbij zwaargewond; hij stierf aan zijn verwondingen in april 1632.

#### Zweden verzwakt de Habsburgse greep op Frankrijk
Zweden werd een belangrijke militaire mogendheid, mede dankzij zijn lichtere en gemakkelijk vervoerbare geschut, dat geproduceerd werd door Louis de Geer, een Nederlander van Waalse afkomst. Hij bracht de Waalse hoogovens naar Zweden (1627) en trok van 1620 tot 1640 zo’n 5.000 Waalse en Lotharingse ambachtslui aan. Ook het feit dat Zweden niet met huurlingen maar met dienstplichtigen vocht, gemotiveerd door hun Zweedse nationalisme en hun lutherse geloof, maakte het kleine Zweden buitenproportioneel sterk.
Voor de Republiek was het nu levensbelangrijk dat Zweden de katholieke bezetting van Noord-Duitsland teniet deed, want ze beschikte over onvoldoende troepen om een nieuwe vijand in het oosten het hoofd te bieden, vermits er sinds 1620 hoofdzakelijk was geïnvesteerd in de uitbreiding van de marine.
In de Zuidelijke Nederlanden maakte de samenzwering van de hoge adel (1632) het mogelijk dat de Republiek van Zwedens opmars kon gebruikmaken om langs de Maas stroomopwaarts op de Zuidelijke Nederlanden Roermond, Sittard, Venlo en Maastricht (december 1632) te veroveren.

In het Duitse Rijk kon de in allerijl teruggeroepen Wallenstein (april 1632) de Zweden evenwel terugslaan bij het Noord-Beierse Neurenberg (september 1632).

Gustaaf II Adolf overwint Wallenstein bij Lützen, maar sneuvelt

 De Zweden wonnen de Slag bij Lützen, bij Leipzig (november 1632), maar de Zweedse koning sneuvelde er. Het wegvallen van deze strateeg remde Zweden af. Regeringsleider Axel Oxenstierna nam het regentschap waar voor de minderjarige Christina I van Zweden. Zweden won nog te Oldendorf en te Pfaffenhofen (juli-augustus 1633) maar verloor bij Steinau (oktober 1633).
Wallenstein, een verduitste Tsjech, hussitisch opgevoed, rijk geworden met in beslag genomen hussitisch bezit, begon zonder medeweten van de keizer te onderhandelen, maar werd als verrader op bevel van Ferdinand II vermoord (februari 1634). Daarop kon Zweden opnieuw winnen bij Liegnitz en bij Regensburg (mei resp. juli 1634). Doch de Spanjaard Ferdinand van Oostenrijk, zoon van Filips III, die vanuit Lombardije naar de Zuidelijke Nederlanden oprukte, versloeg Zweden verpletterend te Nördlingen in Noord-Beieren (september 1634) met hulp van eenheden van het keizerlijk leger. Door bebost terrein geraakten veel Zweedse eenheden afgezonderd en werden afgeslacht. Spanje was in 1634 nog steeds een macht om rekening mee te houden.
Beide partijen waren daarop moegestreden en sloten de Vrede van Praag (juni 1635). Alles in het Duitse Rijk bleef bij het oude, maar Brandenburg verwierf Pommeren; en Saksen en Beieren breidden wat uit.
Zweden vrijwaarde zo het lutheranisme in Noord-Europa en belette onder meer dat de Habsburgse omsingeling van Frankrijk nog werd versterkt met Noord-Duitsland. De dreiging uit het oosten was grotendeels weggevallen voor de jonge Republiek.

### Franse fase (1635-1643)

#### Frankrijk en de Republiek vallen Spanje in de Zuidelijke Nederlanden aan

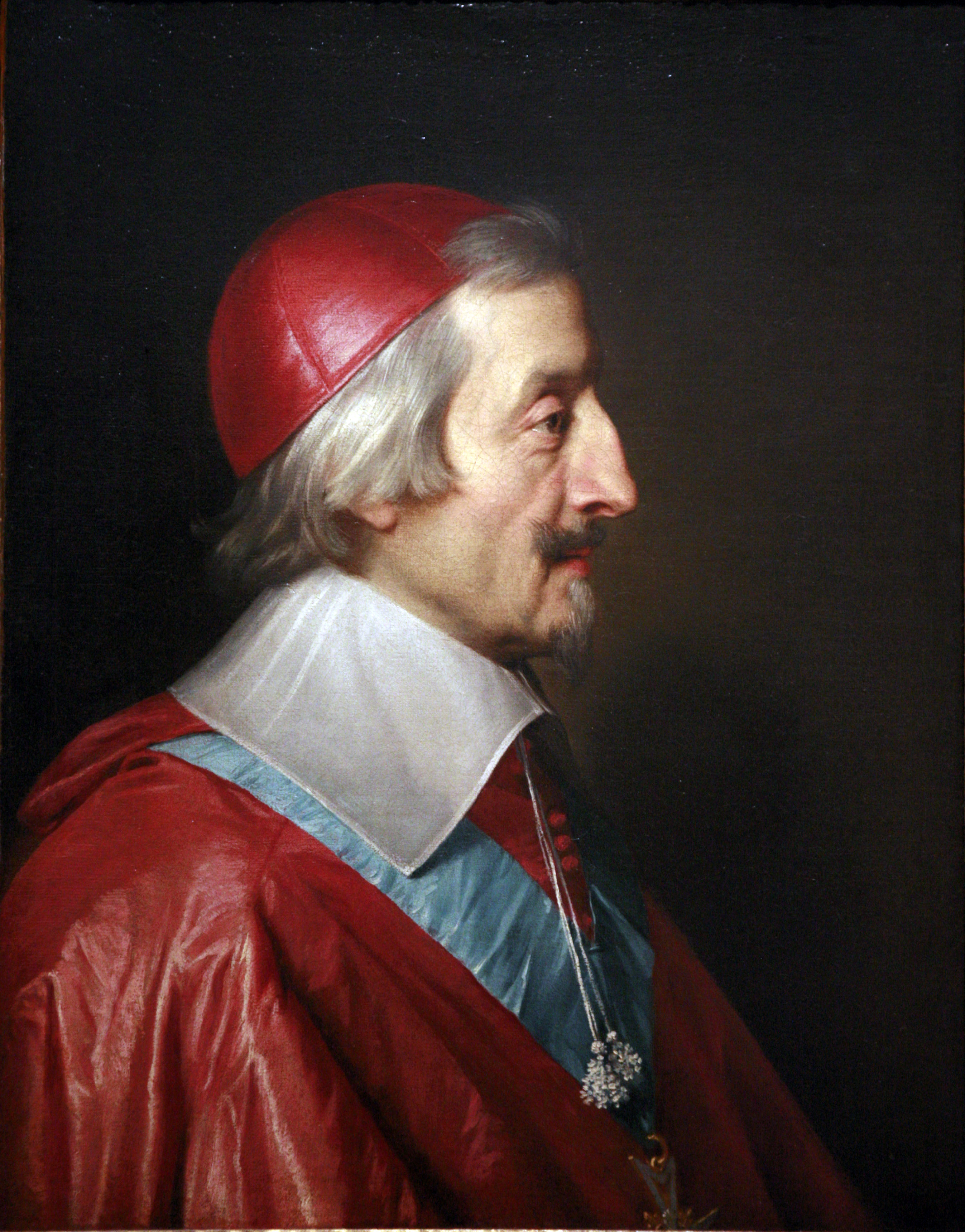
De Franse regeringsleider (1624-1642) Kardinaal de Richelieu startte opnieuw de Dertigjarige Oorlog (1635) om de Habsburgse greep op Frankrijk te verzwakken

Het jaar 1635 luidde de vierde, Franse fase van de Dertigjarige Oorlog (1635-1639) in. Frankrijk was katholiek, maar regeringsleider Richelieu had al geruime tijd de Zweedse lutheranen financieel gesteund, want hij had er veel voor over om het oude probleem van de Habsburgse omsingeling uit de wereld te helpen. Daarom verklaarde Richelieu Spanje openlijk de oorlog in februari 1635, al vóór de Vrede van Praag getekend was. Voor Richelieu prevaleerde het staatsbelang hier op godsdienstige overwegingen.
Richelieu begon met een aanval op de Zuidelijke Nederlanden en tekende met de Republiek een offensief en defensief verdrag in februari 1635. Franse troepen vielen binnen, versloegen Spanje bij Hoei op de Maas (mei 1635) en maakten contact met de Nederlanders in Maastricht. Vervolgens brandschatten ze Tienen (juni 1635) en belegerden Leuven.
Tot ongenoegen van de Republiek en tegen alle afspraken in, maakten de Franse troepen zich schuldig aan diverse oorlogsmisdaden, waardoor medewerking en sympathie van de bevolking uitbleven. Bovendien kregen in de Zuidelijke Nederlanden de Spanjaarden versterking van keizerlijke troepen. Dezen vielen onder bevel van Ottavio Piccolomini op hun beurt Frankrijk binnen, verwoestten de Champagne, Bourgondië en Picardië en wonnen te Corbie (augustus 1636) in Noord-Frankrijk.
De Fransen heroverden evenwel Corbie (november 1636) en dwongen Spanje zo om Noord-Frankrijk te ontruimen. Frankrijk overwon Savoye en de Spanjaarden in het Noord-Italiaanse Tornavento (juni 1636). De oorlog breidde zo uit naar Noord-Italië. Toch maakte het mislukken van de Fransen in de Zuidelijke Nederlanden duidelijk dat het Franse leger niet in topconditie was.

#### De keizer en Spanje vertonen de eerste tekenen van zwakte

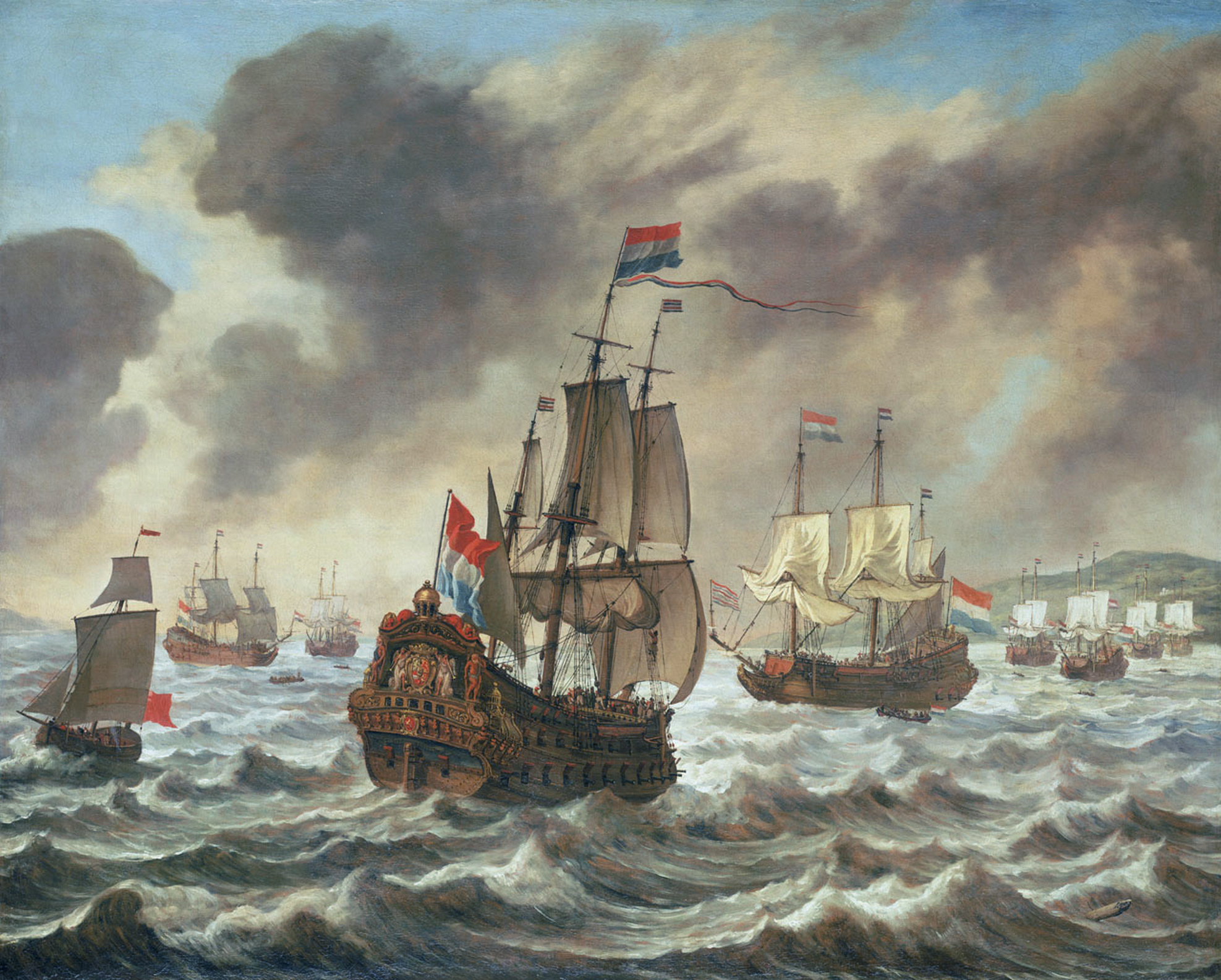
Zeeslag bij Duins waar de Republiek Spanje belet nieuwe troepen naar de Zuidelijke Nederlanden te verschepen (oktober 1639)

De keizer dacht onder die omstandigheden ook in Duitsland het initiatief te kunnen hernemen. Een keizerlijke achtervolging in het noorden van het Duitse Rijk werd door Zweden echter afgeslagen bij Wittstock in Noord-Brandenburg (oktober 1636). De Republiek kon in oktober 1637 Breda op Spanje heroveren en daarmee heel Noord-Brabant. Doch bij een aanval op Antwerpen werd de Republiek in de Slag bij Kallo door Ferdinand van Oostenrijk verpletterend verslagen (juni 1638). Toch begonnen de Habsburgers, vooral in Duitsland, het momentum te verliezen. Het keurvorstendom Saksen, nu bondgenoot van Frankrijk, overwon Beieren en imperiale legereenheden te Rheinfelden bij Bazel, beneden aan de Midden-Rijn (maart 1638).
Daarop kon Frankrijk na een beleg (augustus-december 1638) Breisach hoger op de Rijn als uitvalsbasis naar Duitsland veroveren. Het tij keerde, maar nog niet definitief. Frankrijk viel Spanje aan in de Golf van Biskaje en won er te Guetaria vóór de Baskische kust (augustus 1638). Franse galeien versloegen ook Spaanse galeien bij Genua (september 1638) in de Middellandse Zee. Maar toen Frankrijk ook Spanje zelf binnenviel, werd het teruggeslagen bij Fuenterrabia (september 1638). Piccolomini overwon de Fransen toen ze in de Zuidelijke Nederlanden het Luxemburgse Diedenhofen belegerden (juni 1639). Spanjes beruchte tercio’s behaalden hier een van hun laatste overwinningen. Het Franse leger moest zich terugtrekken: het Spaans leger was nog te duchten.
Maar in Duitsland verloor de keizer wél terrein. Zweden overwon het keizerlijk leger met de hulp van het opnieuw van kamp veranderde Saksen in het Zuid-Saksische Chemnitz (april 1639) en bezette daarop Silezië, Moravië en Bohemen. De keizer beklaagde het zich bitter dat hij in 1634 Wallenstein had laten vermoorden.
Spanje wilde met een Tweede Spaanse Armada 24.000 soldaten naar de Zuidelijke Nederlanden overbrengen. De Nederlandse bevelhebber Maarten Tromp vernietigde voor een groot deel die vloot, eerst bij Duinkerke en daarna in de Zeeslag bij Duins (voor de Engelse zuidkust) in oktober 1639. Het neutrale Engeland hielp na afloop het op haar kusten gestrande deel van de Spaanse troepenmacht hun bestemming te bereiken. De Republiek had slechts één schip verloren, Spanje 60 van de 77. De West-Vlaamse kapers, die Spanje steunden, bleven in de zeeslag overeind. Spanjes zeemacht was voortaan te zwak om zelfs maar Spanjes koloniën te verdedigen.
Hoe onvoorbereid Frankrijk ook was geweest om oorlog te voeren, toch wist het de overhand te halen op de verzwakte katholieke coalitie. Hoewel de keizer aanvankelijk de Habsburgse klem rond Frankrijk met zijn verovering van Noord-Duitsland nog had versterkt, slaagde Richelieu er met Zweedse hulp in om dit ongedaan te maken, en hij probeerde vervolgens om die wurggreep, die al sinds 1516 Frankrijk in toom hield en de Nederlanden (met hun lange grens met Frankrijk) beschermde, voorgoed te verbreken. Geopolitiek gesproken zouden de Nederlanden zo erg kwetsbaar worden, zoals later zou blijken (Devolutieoorlog 1667).

#### Spanje verliest Portugal en moet Catalonië verdedigen
Koning Filips IV van Spanje voerde een schitterende hofhouding en een supermacht-beleid. Maar zijn rijk verarmde zienderogen en regeringsleider Olivares haalde Castilië met belastingen leeg. Catalonië en Portugal verzetten zich tegen hun bijdrage aan de hoge lasten, maar Olivares negeerde dit.
De Franse doorbraak volgde in 1640 toen Spanje plots leek te bezwijken: Catalonië kwam in opstand (mei 1640) en stelde zich onder de Franse kroon (september 1640), waarop Fransen en Catalanen Spanje versloegen bij de Catalaanse Montjuic (januari 1641). Portugal met zijn hele koloniale rijk verklaarde zich na zestig jaar opnieuw onafhankelijk van Spanje (december 1640) en verbond zich met Frankrijk (juni 1641). Spanje was financieel zo uitgeput dat het onvoldoende troepen had om hieraan het hoofd te bieden.
In de Nederlanden verloor Ferdinand van Oostenrijk nu Atrecht aan de Fransen (augustus 1640). De Habsburgers waren echter nog niet geheel uitgeteld: de keizer overwon de Fransen nog in de Slag bij La Marfée (juli 1641) bij Sedan (nu Noordoost-Frankrijk) maar toch wist Frankrijk die stad aan te hechten. Spanje won ook nog een slag te Honnecourt-sur-Escaut op de Noord-Franse Schelde (mei 1642).
Spanje won een zeeslag vóór de rede van Barcelona (juni-juli 1642) tegen de Fransen en controleerde zo Catalonië. Frankrijk sloeg terug bij Lerida (oktober 1642) maar moest vervolgens zich terugtrekken.

#### De keizer wankelt, Spanje verliest zijn militaire overwicht

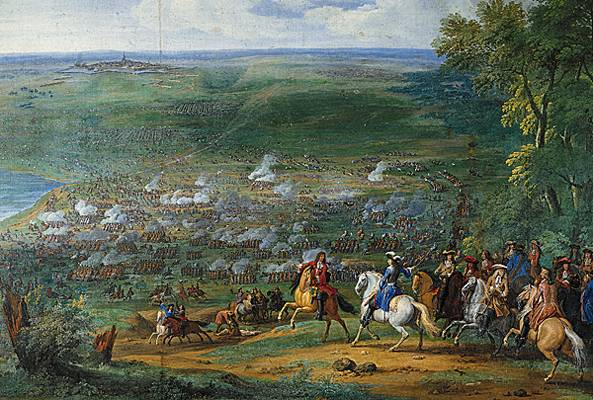
Frankrijk overwint Spanje te Rocroi (19 mei 1643) wat na 150 jaar de Habsburgse prang verbreekt, een geopolitieke ramp voor de Zuidelijke Nederlanden

Zweden overwon de keizerlijke troepen opnieuw te Breitenfeld bij Leipzig (november 1642) en bezette na Silezië en Bohemen nu ook Saksen. Het was een rampzalige nederlaag voor de Habsburgers. Veel van hun soldaten liepen over (naderhand werden veel hogere officieren en soldaten wegens verraad terechtgesteld).
Richelieu breidde het Franse leger ondertussen uit van 60.000 naar 150.000 man (1642). De bom barstte met de Slag bij Rocroi, bij Dinant. Frankrijk overwon in mei 1643 onder leiding van Lodewijk II van Bourbon-Condé verrassend van Spanjes elite-troepen uit de Zuidelijke Nederlanden, de 'tercios de Flandes'. De Franse ruiterij verjoeg de Spaanse, waarop de Duitse, Italiaanse en Waalse tercios wegvluchtten; alleen de Spaanse tercios hielden stand, maar onderhandelden vervolgens toch over een terugtocht.
Spanjes tercios waren vierkantopstellingen van zo’n 3.000 piekeniers, gecombineerd met haakbusschutters, later musketiers. De opkomst van ruiters met pistolen die de vierkantopstelling van op afstand beschoten en de opkomst van musketten die sneller vuurden dan haakbussen maakte lange, ondiepe linies met musketiers die tegelijk vuurden veel doelmatiger. Gustaaf II Adolf nam die lichtere, beter manoeuvreerbare eenheden van Maurits van Nassau over. Gustaaf Adolf voegde er licht veldgeschut per eenheid aan toe en deed talrijker musketiers in drie rijen geknield, gehurkt en staand tegelijkertijd vuren.

Frankrijk verloor te Rocroi 4.000 man, Spanje 15.000. Frankrijk was sinds deze slag voor geruime tijd de grootste landmacht van Europa, wat rampzalig was voor Spanjes Zuidelijke Nederlanden. De Fransen wonnen verder de zeeslag voor Carthagena in Zuid-Spanje (september 1643), waar 20 van de 25 Spaanse schepen West-Vlaamse kapers waren. Dat West-Vlaamse kapers een Spaanse Middellandse Zeehaven moesten verdedigen, sprak boekdelen over de aftakeling van Spanje. 

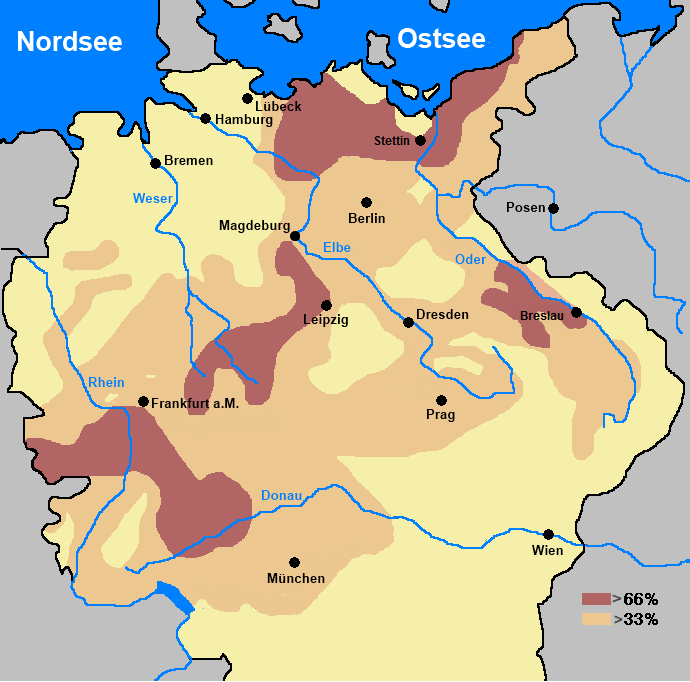
1648, minstens 6 miljoen van de 20 miljoen Duitsers kwamen om. In sommige delen van het Heilige Roomse Rijk stierf meer dan 66% van de bevolking (donker), in andere meer dan 33% (oranje).

### Slotfase (1643-1648)

#### Zweden en Frankrijk winnen in het Duitse Rijk
Beieren en de keizer verzwakten verder. En dat leidde de zesde fase of slotfase van de Dertigjarige Oorlog (1643-1648) in. Keizer Ferdinand III werd zo zwak dat zelfs een Deens-Zweedse Oorlog (1643-1645) hem tegen Zweden niet kon beschermen. Want Zweden viel Denemarken vanuit Noord-Duitsland aan en veroverde Jutland (december 1643-januari 1644). Zweden was duidelijk veel sterker dan Denemarken. Wel kon Denemarken op zijn westkust nog een Staatse hulpvloot terugslaan (mei 1644). Maar Denemarken verloor op zijn zuidoostelijke kust (oktober 1644) met 17 schepen tegen de 37 schepen van de Republiek en Zweden en moest vrede sluiten. De Republiek hielp hier zijn Zweedse bondgenoot in de Dertigjarige Oorlog. Denemarken verloor in de Vrede van Brömsebro (augustus 1645) aan Zweden in Noord-Duitsland Bremen en het hertogdom Verden, in Midden-Noorwegen het grensgebied, en in de Oostzee de eilanden Gotland en Ösel/Saaremaa. Zweden hoefde geen Sonttol meer betalen en kreeg bovendien Halland, in Zuidwest-Zweden in pand.
En de keizerlijken wilden die afleiding gebruiken. Maar de Zweden keerden in allerijl terug naar Noord-Duitsland en versloegen de keizerlijken in het Brandenburgse Jüterbog onder Berlijn (november 1644) en dan in het Boheemse Jankov (maart 1645) waarna ze zelfs tot vóór Wenen geraakten (april 1645). De keizer behield wel Wenen, maar stond nu strategisch nergens meer. Na Rocroi in 1643 en Jankov in 1645 hadden noch Spanje noch hij ook maar een kans om ooit nog te winnen.

En ook aan de Frans-Duitse grens begonnen de keizerlijken het te begeven. Wel konden ze nog een Franse inval vanuit de Elzas te Tuttlingen boven het Bodenmeer terugslaan (november 1643). Eén grote zegetocht voor Frankrijk werd 1643 dan ook weer niet. Maar toen Frankrijk terugkeerde naar Freiburg moesten Beieren en de keizerlijken er toch wijken (augustus 1644). En nóg een jaar later kon Beieren de Fransen nog eens tegenhouden te Bad Mergentheim in Noord-Zwaben (mei 1645). Doch Frankrijk overwon Beieren en de keizerlijken te Nördlingen in Noordwest-Beieren (augustus 1645). De Beier Mercy sneuvelde er. Frankrijk was Duitsland dieper aan het binnendringen. Toch was het nog niet de beslissende slag omdat door de ziekte van bevelhebber Condé zijn troepen zich terugtrokken. Maar dit bracht slechts drie jaar respijt. Uiteindelijk zou niemand Frankrijk nog kunnen beletten om naar Oostenrijk op te rukken en aansluiting met de Zweden te maken.

Het oorlogsverloop: de keizer verovert Bohemen (1) en dan de Palts (1) en rukt door Noord-Duitsland op tot in Denemarken (2) waarop Zweden de keizer terugslaat (3). Frankrijk valt Spanje aan in de Zuidelijke Nederlanden (4) en in Catalonië (4) en dan de keizer in Beieren (5), terwijl de Franse bondgenoot Zweden keizerlijk Bohemen bezet (5), waarop de Dertigjarige Oorlog eindigt

#### Spanje bestrijdt Frankrijk, vooral in Italië en Catalonië
Spanjes aftakeling, eenmaal ingezet, bleek onstuitbaar. Spanje mislukte in zijn heroveringspoging van Portugal te Montijo (mei 1644) alsook in zijn belegering van het Portugese Elvas (november 1644).
In de Spaanse Zuidelijke Nederlanden verloor het aan de Republiek met 3.000 man tegen 15.000 Hulst (november 1645) en zo het oosten van Zeeuws-Vlaanderen. Met nu de gehele zuidoever van de Scheldemonding in Staatse handen was de blokkering ervan volledig. En Spanje boerde wel in de Zuidelijke Nederlanden achteruit, maar veel minder in eigen land, in Italië of in zijn koloniën. Het was duidelijk dat Spanje de Zuidelijke Nederlanden nu verwaarloosde, en voor zover er nog naar omgekeken werd alle aandacht toegespitst op Frankrijk, niet op de Republiek. Frankrijk en de Republiek namen nu ook Mardijk in (augustus 1646) en de Fransen vervolgens nog Duinkerke (oktober 1646).
Daarentegen mislukte Frankrijks belegering van Lerida in Catalonië (mei-november 1646). Voor de Toscaanse kust bleef een Frans-Spaanse zeeslag onbeslist, waarop Frankrijks bondgenoot Savoye zijn beleg van het Zuid-Toscaanse Orbetello opgaf (juni 1646). Frankrijk mislukte alweer in de belegering van het Catalaanse Lerida (mei-juni 1647).
Spanje geraakte in Azië aan de Republiek wel Noord-Formosa kwijt (1646) maar sloeg in de Filipijnen, in de Baai van Manilla, toch een Staats smaldeel terug (juni 1647).
Spanje, Beieren en de keizer waren uitgeput, maar Frankrijk en Zweden eveneens. In het Duitse Rijk werd er in 1646 nog maar weinig gevochten en in 1647 lag de oorlog buiten Lerida en Manila op bijna alle fronten stil. Oorlogen sleepten destijds zo lang aan omdat soldaten bijeenhouden zo duur was. Geschut en tros konden immers slechts in de droge seizoenen oprukken. Daarbuiten maakte de neerslag de aarden wegen onbruikbaar. Veel steden waren versterkt, en vormden forten die stuk voor stuk veroverd moesten worden. Geldgebrek, de slechte belastingheffing en legers die leefden van het land, herleidden de oorlogen uiteindelijk tot afmattingsoperaties. Wanneer de tegenpartij het eerst uitgeput raakte, was succes verzekerd; dat was wat er in het Duitse Rijk gebeurde.

#### Frankrijk en Zweden winnen de oorlog
De langverwachte genadeslag volgde, toen de Franse legers van Condé en Turenne zich met de Zweden konden verenigen, en in het West-Beierse Zusmarshausen (mei 1648) tussen Ulm en Augsburg, verpletterden wat er nog over was van de keizerlijke en Beierse legers; hun opperbevelhebbers waren het oneens en vochten bovendien met 18.000 tegen 30.000 man. Zweden nam in Praag ook nog de kasteelburcht in (juni 1648), maar niet de stad (oktober-november 1648). Diezelfde zomer overwonnen de Fransen onder Condé het Spaans/Zuid-Nederlandse leger dat in Frans-Vlaanderen Lens (augustus 1648) heroverde.
Het waren die drie laatste krachtmetingen die de Dertigjarige Oorlog ten langen leste beëindigden. De Oostenrijkse Habsburgers, de Spaanse Habsburgers en Beieren gaven op. Frankrijk, Zweden en de Republiek waren de overwinnaars.

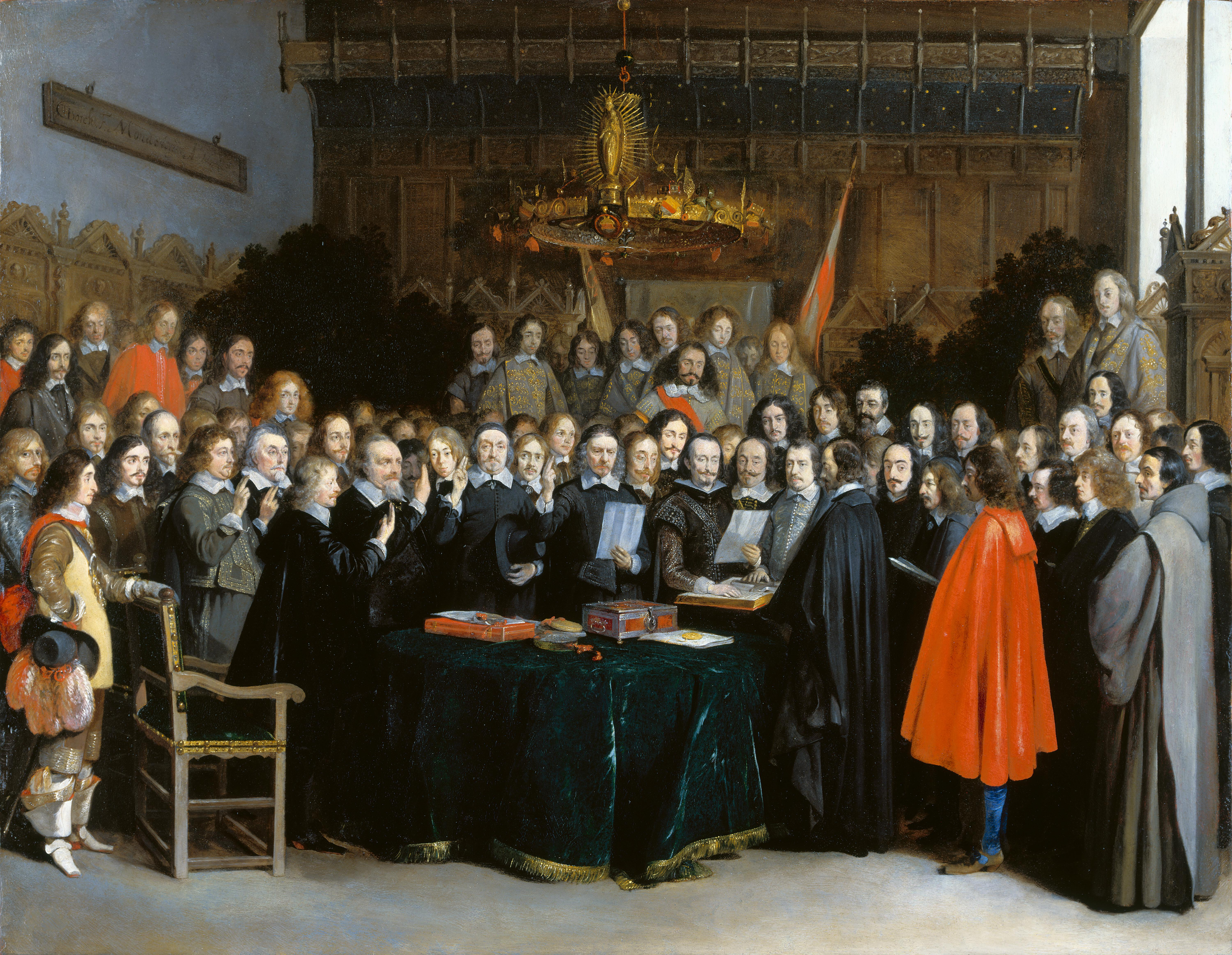
Het Verdrag van Münster tussen Spanje en de Republiek wordt beëdigd (mei 1648)

## Vrede van Westfalen (1648)
De Vrede van Westfalen bestond uit meerdere verdragen, waaronder de Vrede van Münster tussen de Republiek en Spanje (januari 1648), en de Vrede van Osnabrück tussen Zweden en het Duitse Rijk (oktober 1648) en het Verdrag van Münster tussen Frankrijk en het Duitse Rijk (oktober 1648). Voor het eerst onderhandelden alle Europese staten samen. De voorbereidingen begonnen in 1637, de procedures werden in 1641 vastgelegd te Hamburg, en vanaf 1645 begon het onderhandelen in Münster en in Osnabrück. De oorlog tussen Frankrijk en Spanje is niet opgenomen in de verdragen.
De Westfaalse verdragen beschrijven en initiëren de behoefte aan een politiek evenwicht "opererend door en tussen de veelheid van staten". Vanaf nu zullen de beginselen van bestuur steeds meer gebaseerd zijn op het primaat van de natie of staatsbelang (Raison d’état). Deze verdragen zijn een geleidelijk overgang van een autoritaire orde van pastorale macht naar een gouvernementele macht gebaseerd op een politieke rationaliteit die de politieke economie van de soevereine staat begunstigt, de laatste zelf een fundament van het moderne en hedendaagse internationaal recht. De verdragen bepaalden dus de diplomatieke relaties tussen de Europese staten voor de komende 150 jaar, onder andere met de erkenning van de soevereiniteit en het niet-inmengingsbeginsel.
Inzake godsdienst keerde men terug naar de status quo ante, Bohemen uitgezonderd.
De Italiaanse staten Savoye, Genua, Mantua, Lucca, het hertogdom Modena en Reggio, het hertogdom Parma en Piacenza en Toscane werden onafhankelijk van het Duitse Rijk, alsmede Zwitserland en de Republiek.
Zweden en Frankrijk kregen Duitse gebieden en konden zo beide in de Rijksdag zetelen. Zweden verkreeg in Noord-Duitsland West-Pommeren én de Odermonding, alsook het vorstendom Verden en de stad Bremen met de Wezer- en Elbemondingen. Frankrijk behield wat Elzasgebieden, alsook Philippsburg en Breisach am Rhein, steden ten oosten van de Rijn als uitvalsbases om het Heilige Roomse Rijk mee te bedreigen. En Frankrijk verwierf de Sundgau rond Muhlhausen, wat de Spaanse Franche-Comté bedreigde. Bovendien bleef Frankrijk tien steden bezetten in de Elzas, zodat het hertogdom Lotharingen omsingeld werd.
Brandenburg-Pruisen kreeg Oost-Pommeren/Voor-Pommeren en vier aanliggende bisdommen. De zoon van Frederik V kreeg de Palts terug, doch Beieren behield de Opper-Palts.

Het Heilige Roomse Rijk verbrokkelde verder in meer dan 360 quasi-onafhankelijke staten. Het gezag van de keizer werd er grotendeels symbolisch. 

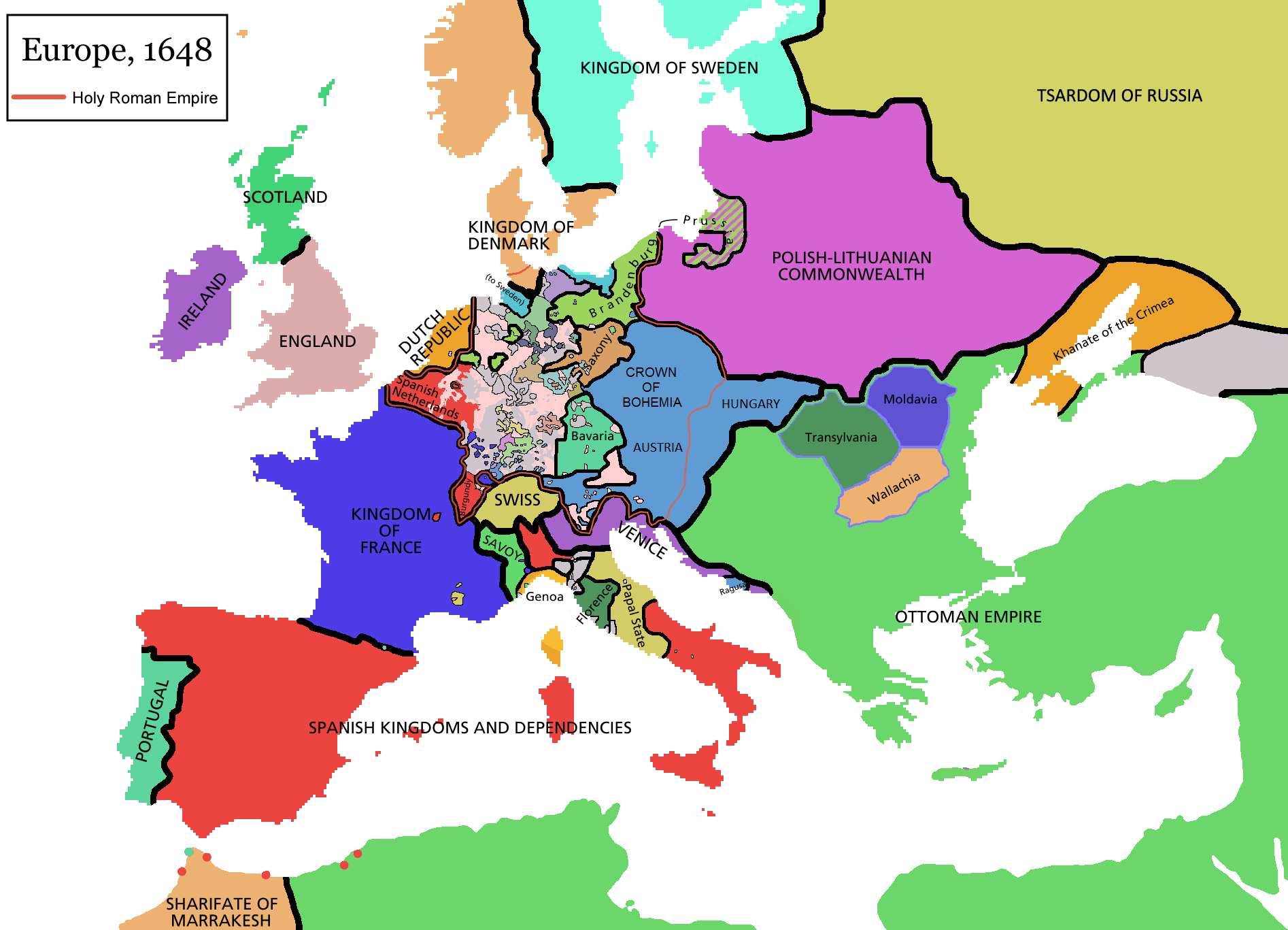
Europa in 1648 ná de Dertigjarige Oorlog. Maar Frankrijk bleef omsingeld door Spanje (rood) en diens (in tegenwijzerzin) Balearen, Sardinië, Sicilië, Zuid-Italië, Lombardije/hertogdom Milaan, Franche-Comté en Zuidelijke Nederlanden

Frankrijk verzwakte aldus de Habsburgse houdgreep. Het stond nu wel sterker aan de grenzen van het Heilige Roomse Rijk, maar Spaans Habsburg bleef met Zuid-Italië, Lombardije, de Franche-Comté en de Zuidelijke Nederlanden Frankrijk gedeeltelijk omsingelen. Frankrijk sloot daarom met Spanje geen vrede en zou het in de Spaans-Franse Oorlog (1635-1659) nog elf jaar bestrijden. Ook Spanjes Zuidelijke Nederlanden bleven zo in oorlog met Frankrijk.
En toen Frankrijk Spanje in 1659 klein kreeg met de Vrede van de Pyreneeën, kon het zijn Rijn-Alpen-Pyreneeëndoctrine verder nastreven.

## Gevolgen
- De oorlog veranderde de geopolitieke situatie in Europa voorgoed. De omsingeling van Frankrijk door Habsburgse bezittingen (koningschap over het Heilige Roomse Rijk, heerschappij over Oostenrijk en Spanje) werd doorbroken. De Habsburgers verloren hun dominante positie in Europa; de banden tussen de 360 staten in het Heilige Roomse Rijk werden nog losser, Spanje verloor Portugal en delen van de Zuidelijke Nederlanden. Er werd een Franse dominantie gevestigd die standhield tot in de 19e eeuw. Frankrijk zou nu bijna veertig jaar lang (1648-85) Europa overheersen. Frans verving tijdens die onderhandelingen het Latijn als diplomatieke taal. In Europa zou het Frans als diplomatieke taal aanhouden tot aan de Tweede Wereldoorlog. Engeland kon door de Engelse Burgeroorlog amper deelnemen.
- Tegelijkertijd was de oorlog een diplomatieke mijlpaal. Ze begon als de laatste godsdienstoorlog in Europa, maar diende ook het streven naar een machtsevenwicht (in dit geval door de inperking van de Habsburgse macht). Voortaan speelde in de Europese oorlogen het principe "machtsevenwicht" een grote rol. Ook diplomatieke onderhandelingen en gebruiken, soevereiniteit en niet-inmengingsbeginsel werden gemeengoed.
- Ook op militair vlak had de oorlog grote invloed. Er werd immers vooral met huurlegers gevochten, die voornamelijk door plunderingen aan de kost kwamen. Tegelijkertijd werd echter de ontwikkeling naar staande legers ingezet, wat bevoorrading, scholing en militaire politie vereiste. Soldaten moesten gedisciplineerd zijn en op beschaafdere wijze omgaan met de bevolking.
- Volgens de laagste schattingen kostte deze oorlog aan 6 van de ongeveer 20 miljoen Duitsers het leven, wat 30% van de bevolking was. Andere schattingen gaan tot 12 miljoen slachtoffers.
- De oorlog stond ook in het teken van de neiging der Europese vorsten om in hun land het absolutisme op te leggen. De staten in het Heilige Roomse Rijk beletten hun keizer dit door mee te vechten tegen hem, zelfs de katholieke staten (het keurvorstendom Beieren voorop). De Franse regent Richelieu slaagde er wel in dit in Frankrijk door te drukken. Het Engelse absolutisme eindigde daarentegen met de onthoofding van koning Karel van Engeland, in 1649.
- Ten slotte ontstonden toen oorzaken voor latere oorlogen in de Nederlanden. Spanje kon de Zuidelijke Nederlanden niet meer voldoende verdedigen, zeker niet tegen het oppermachtige Frankrijk. Om de Franse oostgrens te verschuiven tot aan de Rijn (Rijn-Alpen-Pyreneeëndoctrine) zou Frankrijk meermaals binnenvallen (Devolutieoorlog, Hollandse Oorlog, Tweede Frans-Spaanse Oorlog, Negenjarige Oorlog, Spaanse Successieoorlog). Bovendien groeide Engeland tijdens de Dertigjarige Oorlog uit tot maritieme grootmacht, waardoor het eveneens in botsing zou komen met de Republiek (Engels-Nederlandse Oorlogen).

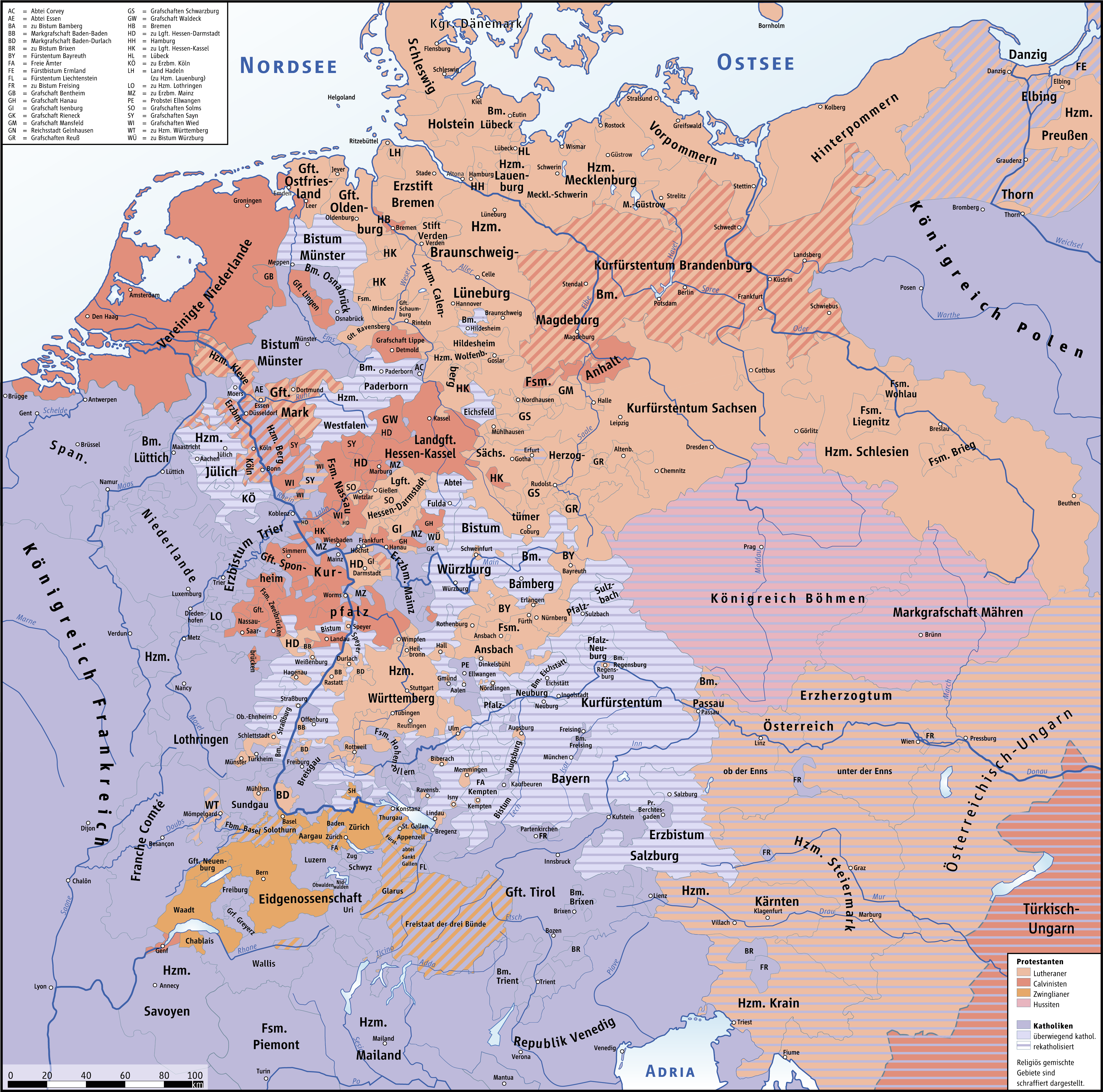
De godsdienstige verdeeldheid in het Heilige Roomse Rijk en in de Habsburgse Nederlanden bij het begin van de Dertigjarige Oorlog

## Parallel
Een deel van de Dertigjarige Oorlog speelde zich af in de Zuidelijke Nederlanden. De Republiek hervatte meteen na het Twaalfjarig Bestand de vijandelijkheden tegen Spanje (1621); voor de Republiek was de Dertigjarige Oorlog de voortzetting van de Tachtigjarige Oorlog. Net zoals andere protestantse staten sloot ze zich aan bij Frankrijk, nochtans een katholieke staat. Spanje sloeg het beleg rond Bergen-op-Zoom en rond Breda op; de Republiek hielp bij het beleg van het calvinistische La Rochelle. De Republiek heeft verder enkel in de Zuidelijke Nederlanden gevochten. De aldaar gelegerde Spaanse troepen en de Duinkerker kapers verzetten zich tegen deze invasies, maar verloren belangrijke steunpunten: Maastricht (1632), Breda (1637) en Hulst (1645).
Frankrijk viel vanuit het zuiden binnen en veroverde o.a. Artesië, Duinkerke en delen van Frans-Vlaanderen. Pas in 1658 beëindigde Frankrijk hier zijn veldtochten (Vrede van de Pyreneeën). Frankrijks aanvallen leidden tot de ontstedelijking en het economische verval van dit deel van de Nederlanden (tot ca. 1960!).
De Republiek hield aan de Dertigjarige Oorlog definitieve erkenning als onafhankelijke staat door Spanje over. Tezelfdertijd kwam echter ook een einde aan de droom van hereniging met de Zuidelijke Nederlanden.